# Braden Mclean
Braden David Bruce Mclean (ur. 22 maja 1991 w Prince Albert) – kanadyjski siatkarz, grający na pozycji środkowego.

## Sukcesy klubowe
Mistrzostwo Szwecji:
- 2016

Mistrzostwo Izraela:
- 2018